# Ibedul
L'Ibedul est le titre porté par le chef traditionnel à la tête du clan Koror, aux Palaos. Ce titre a notamment été porté par Yutaka Gibbons de 1978 à 2021.

## Prérogatives
L'Ibedul est choisi par les femmes haut placées du clan de Koror : le titre est attribué et non hérité. Avant la colonisation des Palaos, l'Ibedul est le chef qui a le plus de pouvoir aux Palaos. Il est responsable des membres du clan Koror, de la distribution du travail et des récoltes. Son rôle lui confère un caractère sacré ; en plus de son pouvoir politique, il a un rôle de médiation avec les dieux. Son titre est symbolisé par une feuille de palmier.
Les Palaos sont une société matrilinéaire, et ce n'est pas le fils de l'Ibedul qui est pressenti pour lui succéder, mais le fils de sa sœur. 

## Histoire

L'Ibedul rencontré par les marins britanniques en 1783, « Abba Thulle », qu'ils qualifient de « roi de Pelew ».

En 1783, des marins britanniques (menés par le capitaine Henry Wilson de la Compagnie des Indes orientales), s'échouent aux Palaos. L'Ibedul (que les Britanniques appellent Abba Thulle) s'allie avec eux, les accueille à Koror pour qu'ils puissent reconstruire un navire et leur demande leur aide militaire pour combattre ses ennemis du clan Melekeok, avec à leur tête le chef au titre de Reklai. Les armes à feu britanniques permettent au clan de Koror de s'imposer dans les Palaos. Les Britanniques décrivent l'Ibedul comme le « roi » de Koror. L'Ibedul envoie son fils Lebu ou Lepuu (orthographié Lee Boo par les sources anglophones) avec les Britanniques à Londres : il devient alors la figure du « noble sauvage » et est très demandé parmi les élites londoniennes. Lee Boo décède au bout de six mois de la variole en 1784. En 1791, les Britanniques reviennent à Koror et sont à nouveau reçus par l'Ibedul, malgré la mort de son fils. Le capitaine John Mc Cluer décide de s'installer à Koror en 1793, se marie dans le clan maternel de l'Ibedul et a un fils. Il quitte néanmoins les Palaos peu de temps après.
Par la suite, d'autres officiers de marine britannique apportent une aide militaire à l'Ibedul et reçoivent en échange du ravitaillement. Une relation d'intérêt mutuel se développe entre les chefs de Koror (qui obtiennent des armes) et la compagnie des Indes Orientales (qui obtient des comptoirs commerciaux). La présence occidentale aux Palaos augmente durant le XIXe siècle, avec des marins et des naufragés qui sont de plus en plus impliqués dans les affaires politiques internes, s'alliant avec les chefs et développant le commerce avec l'extérieur. 
Le Britannique Andrew Cheyne tente de profiter du conflit entre Koror et Melekeok pour développer son commerce : il achète ainsi plus de 4 000 hectares de terres pour les faire cultiver par des ouvriers chinois. En 1861, il déclare l'Ibedul Meresebang « souverain absolu » dans un traité de commerce qu'il fait signer par les chefs de Koror. Toutefois, en 1866, l'Ibedul fait exécuter Andrew Cheyne,  En représailles, la Grande-Bretagne envoie un navire de guerre pour enquêter. L'Ibedul Meresebang est jugé coupable et exécuté. En 1883, la Grande-Bretagne force l'Ibedul et le Reklai à signer un traité de paix. La rivalité entre l'Ibedul et le Reklai est très forte et a été seulement atténuée par la colonisation européenne.
En 1891, l'Ibedul permet à deux moines capucins espagnols de s'installer pour fonder une mission catholique. Peu à peu, la population est convertie au christianisme. Après la domination espagnole, les Palaos passent sous contrôle allemand de 1899 à 1918, avant d'être dirigés par le Japon dans le cadre du mandat des îles du Pacifique de 1919 jusqu'à la Seconde Guerre mondiale. Durant cette période, le Japon fait de la Micronésie une colonie de peuplement, et plus de 23 000 Japonais sont présents aux Palaos. Koror est alors l'île dominante des Palaos, et l'Ibedul le chef coutumier le plus puissant du pays. En 1938, l'Ibedul Tem décède.

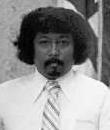
Yutaka Gibbons en 1978.

En 1973, Yutaka Gibbons devient Ibedul à l'âge de 28 ans. Sa cérémonie d'intronisation dure plus d'un mois : après avoir été couronné avec des feuilles de pandanus, il est confiné seul dans une maison pendant trente jours et reçoit les conseils d'un ancien sur son nouveau rôle. Ensuite, un grand festin est organisé en son honneur, durant lequel il se lave les mains dans du sang de tortue, ce qui symbolise la clairvoyance. Il s'embarque ensuite pour un voyage dans les différentes îles des Palaos, où il est reçu par les différents chefs coutumiers. Dans les années qui suivent, il s'oppose au traité de libre-association souhaité par les États-Unis. Il attaque en justice le président Haruo Remeliik sur le référendum qui va être soumis à la population palauane, puis lance une procédure à la cour suprême des Palaos tandis que les États-Unis estiment que le traité a été accepté par la population.

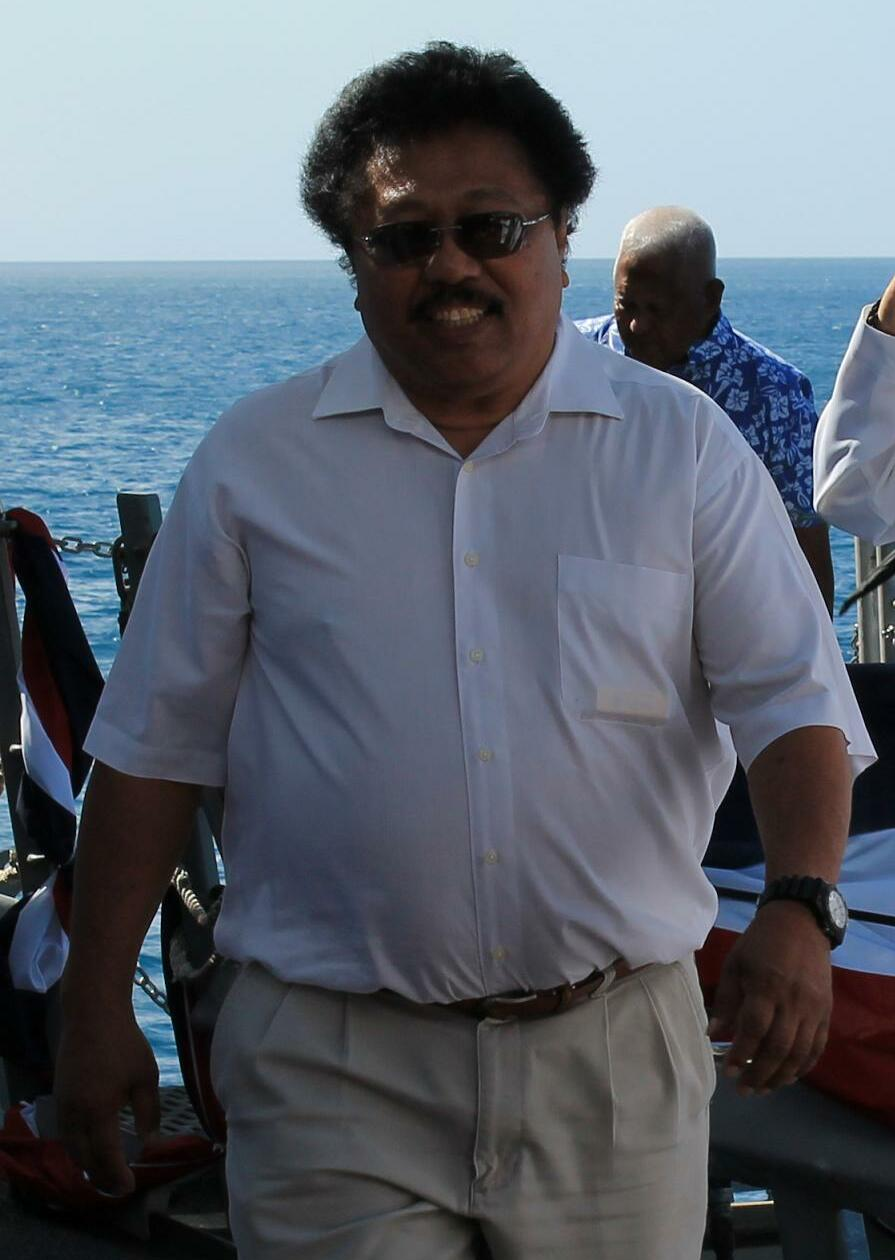
Yutaka Gibbons en 2013.

Après plusieurs années d'opposition au traité de libre-association, l'Ibedul Gibbons finit par signer un accord avec le président Lazarus Salii (élu en 1985 à la suite de l'assassinat de Remeliik). Salii offre un pardon politique et transfère au Conseil des Chefs (dirigé par l'Ibedul) la gestion du foncier qui serait réclamé par les États-Unis dans le cadre du traité. L'opposition au traité est néanmoins poursuivie par les femmes de haut rang, à la tête desquelles Gloria Salii, la Bilung, titre féminin pendant de celui d'Ibedul. Néanmoins, sa position de cheffe traditionnelle requiert qu'elle soit du même avis que l'Ibedul ; le lendemain, elle retire son nom de la plainte. Après plusieurs années de procédures judiciaires et politiques, le traité de libre-association est ratifié en 1987. 
En novembre 2021, Yutaka Gibbons décède. Sa succession entraîne un conflit. Quelques mois plus tard, en janvier 2022, Gloria Salii déclare qu'elle est à la fois Bilung et Ibedul, et prend le contrôle de la maison des chefs traditionnels. En mai, elle indique qu'elle a choisi son fils James Lebuu Littler et qu'elle récuse son concurrent Alexander Merep, accepté par la maison des chefs. Salii refuse également que l'Ibedul partage le pouvoir avec le Reklai, estimant que par le passé, Koror a remporté des guerres contre son opposant et que l'Ibedul est le plus haut rang coutumier des Palaos, aucun autre ne pouvant lui arriver à égalité.

## Liste des Ibedul connus
Dans sa thèse, Karen Louise Nero donne le nom de plusieurs Ibedul qui se sont succédé depuis le XVIIIe siècle.
| Nom            | Dates          | Commentaire |
| -------------- | -------------- | --- |
| Tlotongang     | autour de 1783 | Il entre en contact avec les Britanniques (capitaine Wilson)                                                                              |
| Kingsos        | autour de 1832 | |
| Meresebang     | années 1860    | Il fait exécuter le Britannique Andrew Cheyne ; Il est exécuté par les soldats britanniques en retour                                     |
| Ilengelekei    | 1871-1911      | Ibedul pendant la période coloniale espagnole puis allemande                                                                              |
| Louch          | 1911-1917      | |
| Tem            | 1917-1943      | Ibedul pendant la période coloniale japonaise et une partie de la Seconde Guerre mondiale                                                 |
| Mariur         | 1943-1958      | |
| Ngoriakl       | 1958-1972      | Ibedul pendant l'intégration au système américain                                                                                         |
| Yutaka Gibbons | 1973-2021      | S'oppose au traité de libre-association avec les États-Unis et aux essais nucléaires américains. Reçoit le prix Nobel alternatif en 1983. |